# Christel Oldenburg

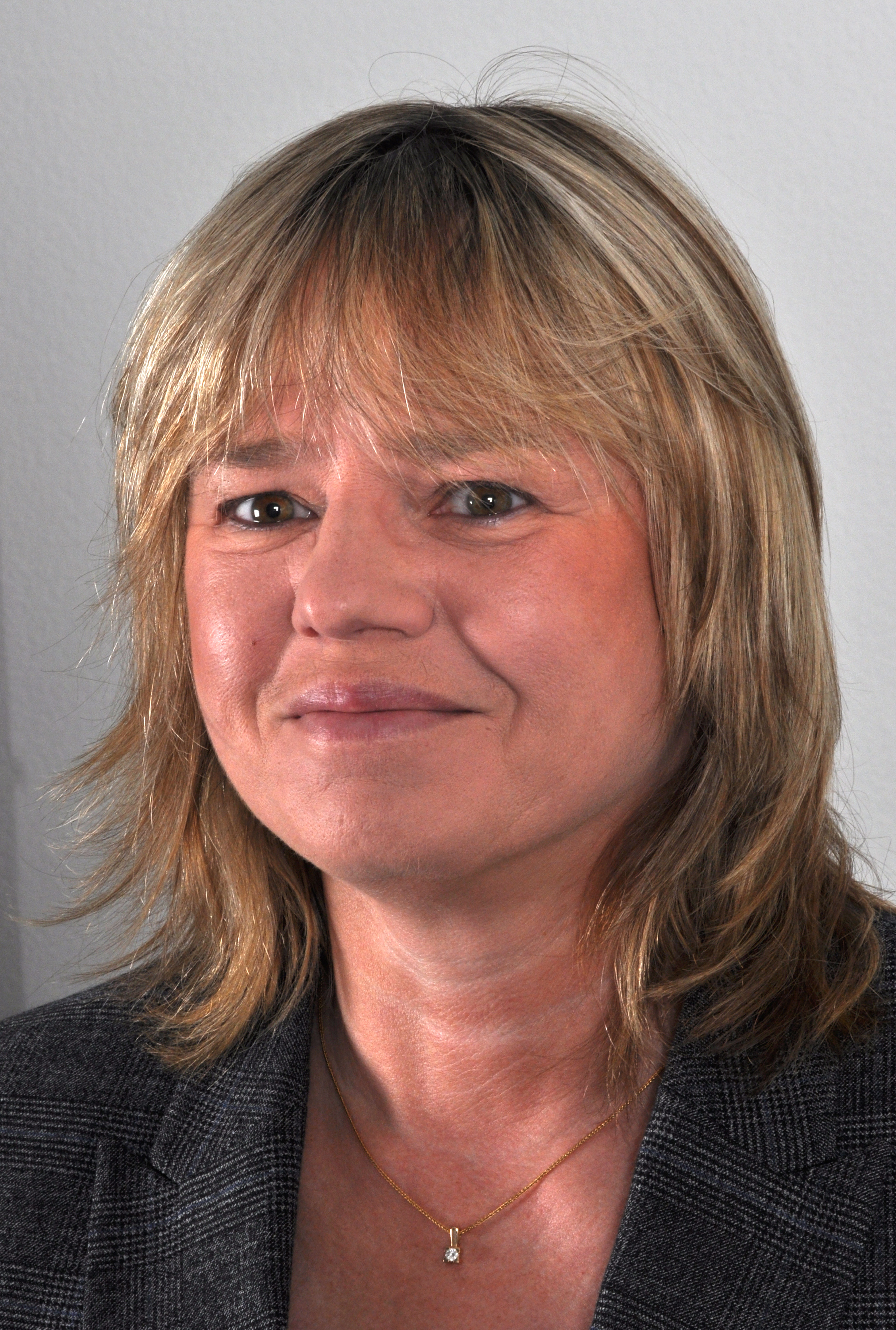
Christel Oldenburg (2011)

 Christel Oldenburg (* 8. September 1961 in Geesthacht) ist eine deutsche Politikerin der SPD und Historikerin. Sie war von 2008 bis 2025 Mitglied der Hamburgischen Bürgerschaft.

## Leben
Christel Oldenburg absolvierte nach dem Abitur 1981 ein Studium der Geschichte, Philosophie und Pädagogik an der Hamburger Universität und schloss dieses mit einem Staatsexamen ab. Danach folgte eine Tätigkeit im Druck- und Verlagshaus der Bergedorfer Zeitung. Seit 1993 ist sie Mitarbeiterin des Museums für Bergedorf und die Vierlande. Im Bezirksamt Bergedorf hat sie jetzt die Stabsstelle für kulturhistorische Dokumentation inne, die sich in Kooperation mit dem Bund Deutsche Kriegsgräberfürsorge um die Aufarbeitung der Geschichte des Bergedorfer Friedhofs und dem weitgehend unerforschten Leben der hier auf zahlreichen Gräberfeldern etwa aus dem Zweiten Weltkrieg beerdigten Menschen kümmert.
2008 wurde sie an der Universität Hamburg mit einer Arbeit über die Hamburger SPD von 1950 bis 1966 promoviert.
Seit 1993 ist Christel Oldenburg Mitglied in der SPD und seit 1996 Mitglied im SPD-Distriktsvorstand Bergedorf. Sie war von 2001 bis 2007 Mitglied im Landesvorstand der Hamburger SPD und seit 2006 stellvertretende SPD-Kreisvorsitzende Bergedorf. Zudem war sie zwischen 2000 und 2008 Vorsitzende des Arbeitskreises Geschichte der Hamburger SPD.
Bei der Bürgerschaftswahl in Hamburg 2008 zog sie über den Wahlkreis Bergedorf als Abgeordnete in die Hamburgische Bürgerschaft ein. 2011, 2015 und 2020 wurde sie erneut in die Bürgerschaft gewählt. Dort saß sie für ihre Fraktion im Kultur-, Kreativwirtschafts- und Tourismusausschuss, Stadtentwicklungsausschuss sowie im Wissenschaftsausschuss. Für ihre Fraktion war sie zudem von 2008 bis 2011 Sprecherin für den Bereich Kultur. Bei der Bürgerschaftswahl 2025 kandidierte sie nicht erneut.

## Veröffentlichungen
- Im Banne des Einheitsgedankens - SPD, KPD und Gewerkschaften 1945/1946 in Befreite und Befreier? Kriegsende in Hamburg 1945, Hrsg. Helmut Stubbe da Luz, Hamburg 2025, S. 147–174, ISBN 978-3-86818-218-7
- Tradition und Modernität. Die Hamburger SPD von 1950–1966 (= Texte zu Politik und Zeitgeschichte. Bd. 10). Lit, Berlin u. a. 2009 (Zugleich: Hamburg, Universität, FB Philosophie, Dissertation, 2008). (Fachbesprechung in der Zeitschrift des Vereins für Hamburgische Geschichte)
- Einheit und Eigenständigkeit. 60 Jahre SPD Fraktion In: 60 Jahre SPD Fraktion. Hrsg. von SPD-Bürgerschaftsfraktion Hamburg, Hamburg 2006, S. 38–53.
- Für Freiheit und Demokratie. Hamburger Sozialdemokratinnen und Sozialdemokraten in Verfolgung und Widerstand 1933–1945. Hamburg 2003. (Einzelbeiträge und Redaktion)
- Bergedorf. Eine Hafenstadt. Hamburg 2002.
- Holz für Bergedorf. 175 Jahre Firma Behr. Bergedorf 1995.
- Bergedorfer Industrie I und II. Hrsg. Museum für Bergedorf und die Vierlande. Bergedorf 1992 und 1993. (Einzelbeiträge zu verschiedenen Bergedorfer Unternehmen und Redaktion)
- Bekommt Bergedorf "eine neue Mitte"?. In: Lichtwark-Heft Nr. 74. Verlag HB-Werbung, Hamburg-Bergedorf, 2009. ISSN 1862-3549